# Bahnstrecke Skovice–Vrdy-Bučice
| Kursbuchstrecke (SŽ): | -                    |                            |                            |
| Spurweite: | 1435 mm (Normalspur) |                            |                            |
| Streckenklasse: | C3                   |                            |                            |
| |                      |                            |                            |
| \| \| \| von Třemošnice \| \| \| \| 0,00 \| Skovice \| Skovice \| \| \| \| nach Čáslav \| \| \| \| 2,6 \| km 2,6 \| km 2,6 \| \| \| \| vlečka Cukrovar Vrdy \| \| \| \| \| vlečka Cukrovar Vrdy (alt) \| \| \| \| 2,94 \| Vrdy-Bučice \| Vrdy-Bučice \| \| \| \| vlečka Goldbeck Prefabeton \| \| |                      |                            |                            |
| Strecke |                      | von Třemošnice             | von Třemošnice             |
| Bahnhof | 0,00                 | Skovice                    | Skovice                    |
| Abzweig geradeaus und nach links |                      | nach Čáslav                | nach Čáslav                |
| ehemaliger Haltepunkt / Haltestelle | 2,6                  | km 2,6                     | km 2,6                     |
| Abzweig geradeaus und nach rechts |                      | vlečka Cukrovar Vrdy       | vlečka Cukrovar Vrdy       |
| Abzweig geradeaus und ehemals von rechts |                      | vlečka Cukrovar Vrdy (alt) | vlečka Cukrovar Vrdy (alt) |
| Dienststation / Betriebs- oder Güterbahnhof | 2,94                 | Vrdy-Bučice                | Vrdy-Bučice                |
| Strecke |                      | vlečka Goldbeck Prefabeton | vlečka Goldbeck Prefabeton |

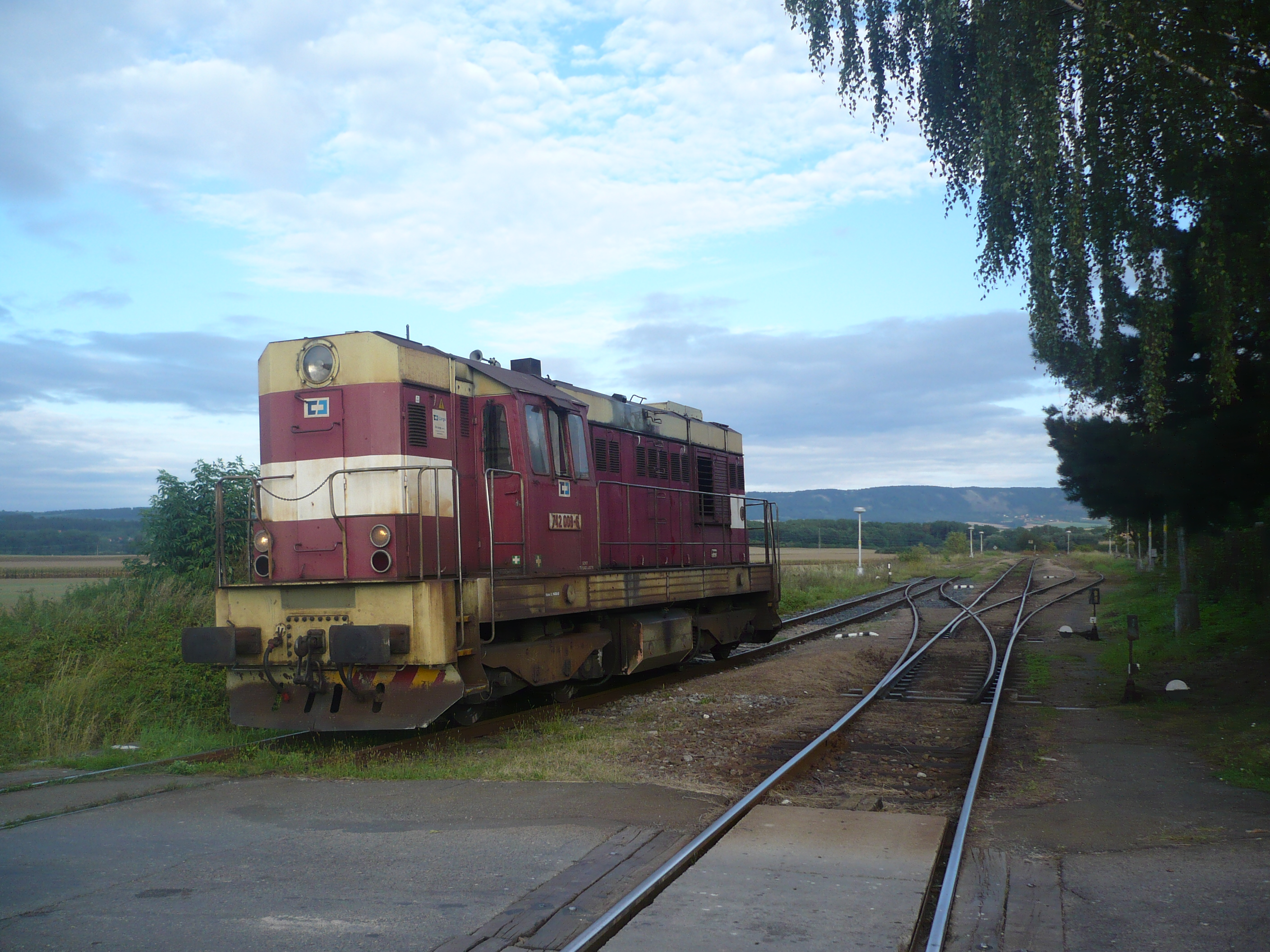
Lokomotive der Reihe 742 verlässt Skovice

Die Bahnstrecke Skovice–Vrdy-Bučice ist eine heute als Schleppbahn („vlečka“) betriebene Eisenbahnverbindung in Tschechien, die ursprünglich durch die Österreichische Lokaleisenbahngesellschaft (ÖLEG) als Teil der Secundärbahn Časlau–Zawratec mit Abzweigungen erbaut und betrieben worden ist. Sie verläuft von Skovice nach Vrdy und Dolní Bučice.

## Geschichte
Am 9. März 1880 wurde der Bauunternehmung Schön&Wessely in Prag und Hermann Ritter von Schwind „das Recht zum Baue und Betriebe einer Locomotiveisenbahn von der Station Časlau der priv. österreichischen Nordwestbahn über Žleb und Ronow nach Zawratec mit einer Abzweigung von Skowitz nach Vrdý und Bučitz“ erteilt. Die Konzession bestimmte die Ausführung der Strecke als normalspurige Sekundärbahn, die Streckengeschwindigkeit sollte auf 20 km/h begrenzt sein. Die Konzessionäre wurden verpflichtet, den Bau innerhalb drei Monaten nach Konzessionserteilung zu beginnen. Die Strecken Časlau–Žleb und Skowitz–Vrdý-Bučitz sollten innerhalb von zwei Jahren, die gesamte Strecke innerhalb von drei Jahren fertiggestellt sein. Die Konzessionsurkunde wurde am 21. August 1881 noch einmal abgeändert. Der österreichische Staat behielt sich nun ein jederzeitiges Recht zur Verstaatlichung vor.
Die ÖLEG eröffnete die Strecken der Locomotiveisenbahn von Časlau nach Zawratec mit Abzweigungen am 6. Januar 1881 (Čáslav–Žleby, Skovice–Vrdy-Bučice) und 15. Februar 1882 (Žleby-Závratec-Třemošnice). Den Betrieb führte die ÖLEG selbst aus.
Die Zweigstrecke nach Vrdy-Bučice diente vor allem dem Zuckerrübentransport. Wichtigste Güterkunden waren die beiden Zuckerfabriken in Vrdy und Bučice.
Ab 1. Juli 1889 übernahm die Österreichische Nordwestbahn (ÖNWB) die Betriebsführung auf Rechnung des Eigentümers. Nach Verstaatlichung der ÖLEG am 1. Januar 1894 kam die Strecke ins Eigentum der k.k. Staatsbahnen (kkStB). Die ÖNWB wurde schließlich 1909 verstaatlicht, damit ging die Betriebsführung an die kkStB über.
Infolge des von Österreich verlorenen Ersten Weltkrieges gehörte die Strecke ab 1918 zum Netz der neu gegründeten Tschechoslowakischen Staatseisenbahnen (ČSD). Der erste Fahrplan der ČSD von 1919 wies insgesamt fünf Reisezugpaare auf der Strecke aus, die in Skovice Anschluss an die Züge der Strecke Čáslav–Třemošnice hatten. Ein einzelnes Zugpaar verkehrte auch direkt von und nach Čáslav.
Ab dem Jahr 1930 kamen im Personenverkehr Motortriebwagen zum Einsatz. Es verkehrten nun bis zu neun Reisezugpaare täglich.
Nach dem Zweiten Weltkrieg erreichte die Verkehrsbedienung ihren Höhepunkt. Um 1950 verkehrten bis zu elf Reisezugpaare täglich. Eine neu eingerichtete schnellere Busverbindung von Čáslav zog nun jedoch Reisende ab, sodass der Betrieb der Personenzüge zunehmend unrentabel wurde. Am 28. Mai 1955 wurde schließlich der Reiseverkehr eingestellt.
Im Jahr 1975 wurde die Strecke zu einer Schleppbahn abgestuft.
Nach der samtenen Revolution in der Tschechoslowakei 1989 ging der Verkehr auf der Strecke deutlich zurück. Die Zuckerfabrik in Vrdy stellte die Produktion für einige Zeit ein. Güterzugfahrten fanden nun nur noch für die Firma Prefa Vrdy statt, die auf dem Gelände der einstigen Zuckerfabrik in Bučice eingerichtet wurde. Die Firma Prefa gehört heute zum Goldbeck-Konzern und produziert vorgefertigte Bauelemente. Im Jahr 2001 nahm auch die Zuckerfabrik Vrdy (Cukrovar Vrdy) ihren Betrieb wieder auf.